# Канікули в Простоквашино
«Канікули в Простоквашино» (рос. Каникулы в Простоквашино) — радянський мультиплікаційний фільм 1980 р., другий із серії «Троє з Простоквашино». Створений за мотивами повісті Едуарда Успенського «Дядько Федір, пес і кіт».

## Сюжет
Дядько Федір вирішив провести літні канікули в селі Простоквашино разом зі своїми друзями — котом Матроскіним і псом Шариком. Матроскін не натішиться своєю коровою Муркою і достатком молока, народженням теляти Гаврюши. Шарик, у свою чергу, самозабутньо захопився фотополюванням.

## Творці
| режисер                | Володимир Попов |
| сценарист              | Едуард Успенський |
| художники-постановники | Левон Хачатрян, Аркадій Шер |
| аніматоры              | Рената Мірєнкова, Володимир Вишегородцев, Марина Восканьянц, Марина Рогова, Наталія Богомолова, Ельвіра Маслова, Юрій Кузюрін                                                                       |
| оператор               | Кабул Расулов |
| директор               | Любов Бутиріна |
| композитор             | Євген Крилатов |
| звукооператор          | Борис Фільчіков |
| редактор               | Раіса Фричинська |
| художники-декоратори   | Сергій Маракасов, Дмитро Анпілов, Ірина Свєтліца |
| монтажер               | Наталія Степанцева |
| ролі озвучували        | Марія Виноградова — дядько Федір Олег Табаков — Матроскін Лев Дуров — пес Шарик Герман Качин — тато Валентина Тализіна — мама Борис Новиков — Пєчкін Георгій Віцин — бобер (у титрах не зазначений) |

Бобра, який витягує Шарика з води і тягне його додому на собі («Гей, дурень! Кидай рушницю та спливай мерщій!»), озвучив Георгій Віцин, але він не вказаний у титрах.